# Emil Hermann Konstantin Wilhelmi
Emil Hermann Konstantin Wilhelmi (* 29. Dezember 1826 in Neiße, Provinz Schlesien; † 18. Februar 1900 in Flinsberg im Isergebirge) war königlich preußischer Generalmajor und zuletzt Kommandant der Festung Torgau.

## Herkunft
Seine Eltern waren Johann Friedrich Wilhelm Wilhelmi (* 13. April 1772; † 19. August 1830) und dessen Ehefrau Sophie Emilie von Heydebrand und der Lasa (* 29. April 1794; † 4. Oktober 1859). Sein Vater war Oberstleutnant a. D. und zuletzt Abteilungskommandeur in der schlesischen Artilleriebrigade.

## Leben
Wilhelmi ging am 31. Juli 1838 als Kadett nach Wahlstatt und am 10. August 1841 als Kadett nach Berlin. Am 4. Juli 1844 kam er als Portepeefähnrich in die 5. Artilleriebrigade. Am 12. November 1844 wurde er als Seconde-Lieutenant aggregiert. Vom 1. Oktober 1845 bis zum 30. April 1848 war er in die Vereinigte Artillerie- und Ingenieurschule abkommandiert. Nach seiner Rückkehr wurde er am 10. Oktober 1848 zum Artillerieoffizier mit Patent zum 22. August 1846 ernannt. Vom 1. Dezember 1848 bis zum 1. Februar 1850 war er in die Artillerie-Revisionskommission nach Neiße abkommandiert. Am 22. Juli 1852 kam er in die Feuerwerksabteilung des Regiments und wurde dazu à la suite des Regiments gestellt. Vom 1. März 1853 bis zum 30. April 1853 war er in die Festung Mainz abkommandiert, um dort die Produktion des Simonschen Schrapnellzünders zu erlernen. Am 1. Februar 1857 wurde er als Premier-Lieutenant in das 5. Artillerieregiment versetzt und dort am 29. Juni 1859 zum Hauptmann befördert. Am 4. November 1861 wurde er zum Batteriechef ernannt.
Während des Deutschen Krieges von 1866 kämpfte Wilhelmi bei Nachod, Skalitz, Schweinschädel und Königgrätz. Während der Mobilmachung zum Deutsch-Französischen Krieg wurde er am 17. Juni 1870 zum Major befördert und als Kommandeur in die III. Abteilung des Feld-Artillerieregiments Nr. 7 versetzt. Er kämpfte bei Spichern, Colombey und Gravelotte. Ferner kämpfte er bei der Belagerung von Metz sowie den Gefechten bei Woippy, Marnay, Vorges und Pontarlier. Dafür erhielt er am 6. September 1870 das Eiserne Kreuz 2. Klasse und am 9. April 1872 auch das Eiserne Kreuz 1. Klasse.
Nach dem Krieg wurde Wilhelmi am 7. Mai 1874 in das Feld-Artillerieregiment Nr. 22 versetzt, aber schon am 12. Dezember 1874 wurde er Kommandeur des Trainbataillons Nr. 6, am 18. Januar 1875 wurde er dort zum Oberstleutnant befördert. Am 2. Januar 1877 kam er als Kommandeur in das Trainbataillon Nr. 14, am 18. April 1878 erhielt er den Charakter als Oberstleutnant. Am 12. April 1884 erhielt er das Patent als Oberst und wurde als Kommandeur in die Festung Torgau versetzt, dazu wurde er à la suite des Feld-Artillerieregiments Nr. 5 gestellt. Er erhielt am 14. Juli 1885  den Charakter als Generalmajor und wurde mit Pension zur Disposition gestellt. Er starb am 18. Februar 1900 in Flinsberg (Isergebirge).

## Familie
Wilhelmi heiratete 1861 Ferdinande Uhden. Das Paar hatte mehrere Kinder:
- Friedrich Robert Albert (* 16. August 1864), Fähnrich
- Anna (* 15. Dezember 1869)
- Emilie (* 11. Februar 1875)